# Экаггата
Экаггата (пали ekaggata, санскр. ekāgratā, «однонаправленность»)  — это палийский буддийский термин, означающий спокойствие ума или однонаправленность. 
Этот умственный фактор является основным компонентом всех дхьян и сущностью концентрации или самадхи. Однонаправленность временно подавляет чувственное желание, что является необходимым условием для любой буддийской медитации. Экаггата выполняет функцию пристального созерцания объекта, выдающуюся характеристику дхьяны, но он не может выполнять её в одиночку. Для этого требуется совместное действие четырёх других дхьяновых факторов, имеющих собственные функции: витакка, вичара, пити и сукха.
В буддийских учениях как экаггата определяется как:
- один из семи универсальных ментальных факторов в учениях Абхидхармы тхеравады;
- согласно Палийскому канону, одно из качеств, связанных со второй дхьяной[2][3];
- Противоядие от чувственного желания (камаччханда, пали kāmacchanda) в рамках пяти препятствий.

## Этимология
Экаггата (пали ekaggata, санскр. ekāgratā) означает «однонаправленность» или состояние (-tā) наличия одной (eka) точки (agga или agra).

## Определение
Тхеравадинский монах Бхиккху Бодхи даёт такое определение экагатты:
Это объединение ума на объекте. Хотя этот фактор занимает видное место в достижении дхьян, где он действует как фактор дхьяны, Абхидхамма учит, что зародыш способности к умственному объединению присутствует во всех типах сознания, даже в самом рудиментарном. Здесь он действует как фактор, фиксирующий ум на его объекте. Однонаправленность характеризуется отсутствием блуждания или отвлечения внимания. Его функция — собираеть воедино или группировать ассоциированные состояния.
Бхиккху Бодхи также отмечает, что более глубокое сосредоточение (по сравнению поверхностным) вызывает умиротворение. Считается, что основанием этого является счастье (сукха).
Нина ван Горком поясняет:
Экаггата, часть умственных факторов, позволяет улучшить фокус и сосредоточиться на одном объекте. Это сосредоточение происходит путем разделения органов чувств на 6 групп: слуховые, зрительные, обонятельные, кинестетические, вкусовые и мысленные аспекты восприятия. 
Аттхасалини (1, часть IV, глава 1. 118, 119) раскрывает экаггату в контексте самма-самадхи:
Эта концентрация, известная как однонаправленность ума, характеризуется отсутствием рассеяния (сама по себе) или невнимания (связанных состояний), соединение сосуществующих состояний в качестве функции, подобно тому, как вода замешивает мыльный порошок, превращая его в пасту, и душевный покой или знание как проявление. Ибо сказано: «Сосредоточенный знает, видит по истине». Его отличает легкость (сукха) (обычно) как непосредственная причина. Как устойчивость светильника при отсутствии ветра, так следует понимать стойкость ума.
Монах и учёный Аджан Сучитто далее объясняет:
Это фактор поглощённости, который возникает в зависимости от привнесения в сознание, невовлеченности и способности оценивать. Он возникает в медитации, когда качество легкости успокоило восторг и умственную энергию; энергия сосредоточения и телесная энергия находятся в гармонии. В результате слияние ума и тела переживается как прочность осознанного состояния, которое, таким образом, перестают беспокоить чувственные впечатления.
Лама Анагарика Говинда, сравнивая манасикару и экаггату, отмечал, что среди первичных факторов первое можно считать направляющим принципом, а второе — ограничивающим, тогда как четана является мотивирующей, движущей силой, руководящим, активным принципом, стоящим за их проявлением. Экаггата отличает один объект от другого и предотвращает его слияние с другими объектами. Кроме того, экаггату и манасикару можно представить в виде положительной и отрицательной стороны одной и той же функции: первое исключает всё не относящееся к объекту; второе самонаправляется к предварительно изолированному объекту. 